# Абашова, Мария Юрьевна
Мари́я Ю́рьевна Абашо́ва (род. 6 сентября 1983, Львов, УССР) — российская артистка балета, прима-балерина Санкт-Петербургского театра балета Бориса Эйфмана. Народная артистка России (2025). Лауреат премий «Золотая маска» (2006) и «Золотой софит» (2007).

## Биография
В детстве Мария была очень хилым, болезненным ребёнком. Из-за этого её матери, высококлассному программисту, пришлось бросить работу и заниматься только дочерью, а вся семья жила на скромную зарплату папы, инженера-механика. Серьёзные проблемы с позвоночником врач рекомендовал решать гимнастикой. И Мария стала заниматься художественной гимнастикой, в возрасте 9 лет она сконцентрировалась на занятиях хореографией. В 1997—1998 годах (в годы учёбы?) танцевала на сцене Львовском театре оперы и балета. Затем училась в Балетной консерватории Санкт-Пёльтена (Австрия).
В 2002 году участвовала в Нью-Йорке в танцевальном конкурсе Youth America Grand Prix и выиграла золотую медаль в старшей группе среди девушек.
По окончании обучения в Санкт-Пёльтене была принята в труппу Театра балета Бориса Эйфмана (Санкт-Петербург). В 2005 году получила главную роль в балете Эйфмана «Анна Каренина». В 2006 году за исполнение этой партии была отмечена театральной премией «Золотая маска».

### Личная жизнь
Состояла в браке с коллегой по театру Юрием Смекаловым.  До декабря 2021 сожительствовала с бизнесменом, от которого родила троих детей .  На данный момент времени в разводе.

## Репертуар
- Доктор, Дульсинея, Китри — «Дон Кихот, или Фантазии безумца»
- Православная — «Мой Иерусалим»
- Императрица — «Русский Гамлет»
- Эльвира, Мадлен — «Дон Жуан, или Страсти по Мольеру»
- Линн — «Кто есть кто»
- Солистка — «Мусагет»
- Анна — «Анна Каренина»
- Нина Заречная, Аркадина — «Чайка»
- Татьяна — «Онегин»
- Камилла — «Роден»
- Грушенька — «По ту сторону греха»
- Николь Уоррен, Розмэри Хойт — «Up & Down»
- Балерина — «Красная Жизель»
- Надежда Филаретовна фон Мекк, Графиня — «Чайковский. Pro et Contra»
- Аркадина — «Чайка. Балетная история»

## Признание и награды
- 2002 — Золотая медаль конкурса Youth America Grand Prix (старшая группа, девушки, классический танец).
- 2005 — номинант премии «Золотой софит» (за роль Анны Карениной в балете «Анна Каренина» Бориса Эйфмана)[4].
- 2006 — премия «Золотая маска» (за роль Анны Карениной в балете «Анна Каренина» Бориса Эйфмана)[5].
- 2011 — Премия Правительства Российской Федерации в области культуры за балетную трилогию «Иное пространство слова»[6]
- 2007 — премия «Золотой софит» (за роль Нины Заречной в балете «Чайка» Бориса Эйфмана)[7].
- 2017 — номинант премии «Золотой софит» (за роль Императрицы в балете «Русский Гамлет» Бориса Эйфмана)[8].
- 2018 — Заслуженная артистка России[9].
- 2025 — Народная артистка России[10].